# کلینتون (ایندیانا)
کلینتون (به انگلیسی: Clinton) شهری در ورمیلیون کانتی، ایالت ایندیانا، ایالات متحده آمریکا است.

## جغرافیا
کلینتون در موقعیت ۳۹°۳۹′۳۶″ شمالی ۸۷°۲۴′۲۱″ غربی / ۳۹٫۶۶۰۰۰°شمالی ۸۷٫۴۰۵۸۳°غربی قرار گرفته‌است. این شهر مساحتی در حدود ۵٫۹ کیلومتر مربع دارد. در سرشماری سال ۲۰۱۰، جمعیت این شهر ۴٬۸۹۳ نفر اعلام شد.